# Берг (Бад-Мускау)

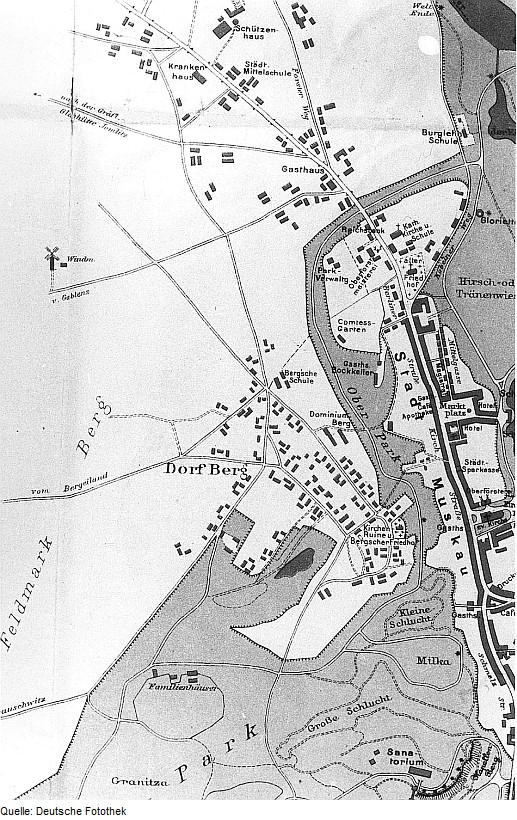
Фрагмент карты 1926 года

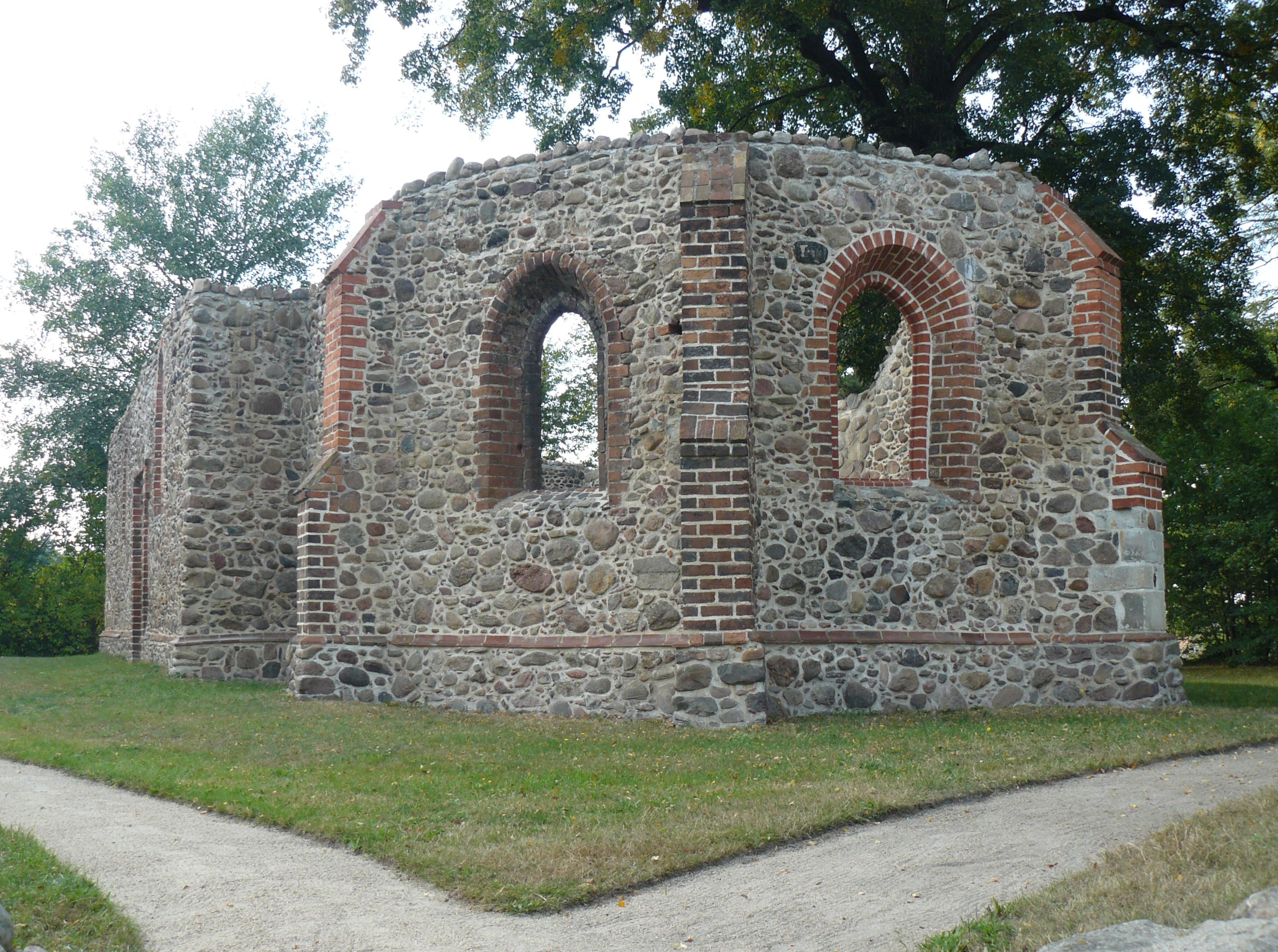
Руины часовни

Берг или Го́ра (нем. Berg; в.-луж. Hora) — бывший сельский населённый пункт, с 1940 года — в городских границах Бад-Мускау, район Гёрлиц, федеральная земля Саксония, Германия. В настоящее время не имеет статуса населённого пункта.

## География
Находится в юго-западной части Бад-Мускау. Исторической границей между Бергом и Бад-Мускау является северная, узкая часть Горного парка (Bergpark) и современные улицы Шиллерштрассе и Капеленвег. На востоке Берга в настоящее время находятся руины часовни, которая в прошлом располагалась в крайней восточной точке населённого пункта.

## История
Впервые упоминается в 1392 году в личном имени «Hans von dem Berge» (Ганс из Берга). С 1815 года деревня входила в состав округа Ротенбург провинции Силезия Пруссии. С 1874 года принадлежала району Мускау I. 1 июля 1940 года Берг вошёл в состав Бад-Мускау. В отличие от сельской общины Кёбельн, сохранившей при присоединении к Бад-Мускау в июле 1950 года статус населённого пункта, Берг был лишён этого статуса.
В настоящее время входит в состав культурно-территориальной автономии «Лужицкая поселенческая область», на территории которой действуют законодательные акты земель Саксонии и Бранденбурга, содействующие сохранению лужицких языков и культуры лужичан.
Исторические немецкие наименования:
- Hans von dem Berge, 1392
- zu dem Berge, 1452
- vor Muskau auf dem Berge, 1456
- Bergk, 1552
- Dorff Bergk, 1597

## Население
Официальным языком в населённом пункте, помимо немецкого, является также верхнелужицкий язык.
Согласно статистическому сочинению «Dodawki k statisticy a etnografiji łužickich Serbow» Арношта Муки в 1884 году в деревне проживало 698 жителей (из них — 523 лужичан (75 %).
| 1825 | 1871 | 1885 | 1905 | 1925 | 1939 | 2008 |
| ---- | ---- | ---- | ---- | ---- | ---- | ---- |
| 354  | 677  | 538  | 1009 | 1136 | 1169 | 574  |